# Hyboella yunnana
Hyboella yunnana är en insektsart som beskrevs av Zheng, Z. 1998. Hyboella yunnana ingår i släktet Hyboella och familjen torngräshoppor. Inga underarter finns listade i Catalogue of Life.